# Rails et histoire
Rails et histoire, anciennement Association pour l'histoire des chemins de fer (AHICF) qui elle-même a succédé, en 2010, à la dénomination Association pour l'histoire des chemins de fer en France, est une association française qui depuis 1987 a vocation de réunir les professionnels du rail, ceux de la recherche en sciences humaines et sociales ainsi que du patrimoine culturel, et tous ceux qui aiment le train, autour de l’histoire et de l’avenir des chemins de fer, en France et en Europe.
Elle édite la Revue d'histoire des chemins de fer ainsi que, depuis 2011, la revue Les rails de l'histoire, destinée à ses adhérents.
Dans le cadre de ses missions, Rails et histoire poursuit des activités de recherche et d’édition. La recherche est organisée par un programme d’une durée de cinq ans qui oriente les travaux. Des commissions et groupes de travail thématiques réunissent chercheurs et professionnels ou anciens professionnels du rail et des bourses d’études sont proposées aux étudiants en master et en thèse. Rails et histoire organise des événements - conférences, colloques, séminaires - qui permettent de diffuser les résultats de ces travaux et d’en débattre largement, tant dans la communauté scientifique que pour favoriser un débat sur l’actualité, éclairée par la connaissance de l’histoire proche ou plus lointaine. L’action de Rails et histoire en faveur de la sauvegarde, de la connaissance, de la mise en valeur et de la transmission du patrimoine ferroviaire s’exerce par le biais d’interventions dans des colloques en France et à l’étranger, d’expertises, d’études de terrain d’inventaire ou de mise en valeur de sites menacés.

## Histoire
Rails et histoire a été créée par des professionnels des chemins de fer, représentants des entreprises ferroviaires françaises et des chercheurs universitaires, afin d'étudier et faire connaître l'histoire et le patrimoine ferroviaire français dans tous ses aspects
De nouveaux statuts sont approuvés lors d'une assemblée générale extraordinaire le 26 mai 2010.
Rails et histoire bénéficie du conseil d'un comité scientifique pluridisciplinaire.
En 2007 l'association a fêté ses 20 ans en organisant au Musée d'Orsay, les 22 et 24 novembre 2007, un colloque où sont invités tous ses partenaires : « professionnels du rail comme de la recherche, entreprises et organisations sociales, associations et collectivités publiques, gestionnaires et promoteurs du patrimoine historique, responsables d’équipements culturels ». À cette occasion elle a lancé un appel à recherche, devenu ensuite le « Programme scientifique de l'AHICF 2008-2013 ».
Pour ses 30 ans, le 21 octobre 2017, Rails & histoire a réinvesti un lieu ferroviaire emblématique du quartier de la Chapelle (18éme arrondissement, Paris), la Halle Pajol. Cette journée anniversaire, en association avec le Collectif Mu et la Bibliothèque Vaclav Havel, était l'occasion de mettre à l'honneur l'histoire ferroviaire du quartier de la Chapelle. 